# سيمون ديفيس (لاعب كريكت)
سيمون ديفيس (8 نوفمبر 1959 - ) (بالإنجليزية: Simon Davis)‏ هو لاعب كريكت أسترالي. لعب مع فريق فكتوريا للكريكت ونادي مقاطعة دورهام للكريكت ‏.

## وصلات خارجية
- سيمون ديفيس على موقع إي آس بي آن كريك إنفو (الإنجليزية)